# 馬爾馬里斯國家公園
36°50′44.83″N 28°17′52.74″E / 36.8457861°N 28.2979833°E

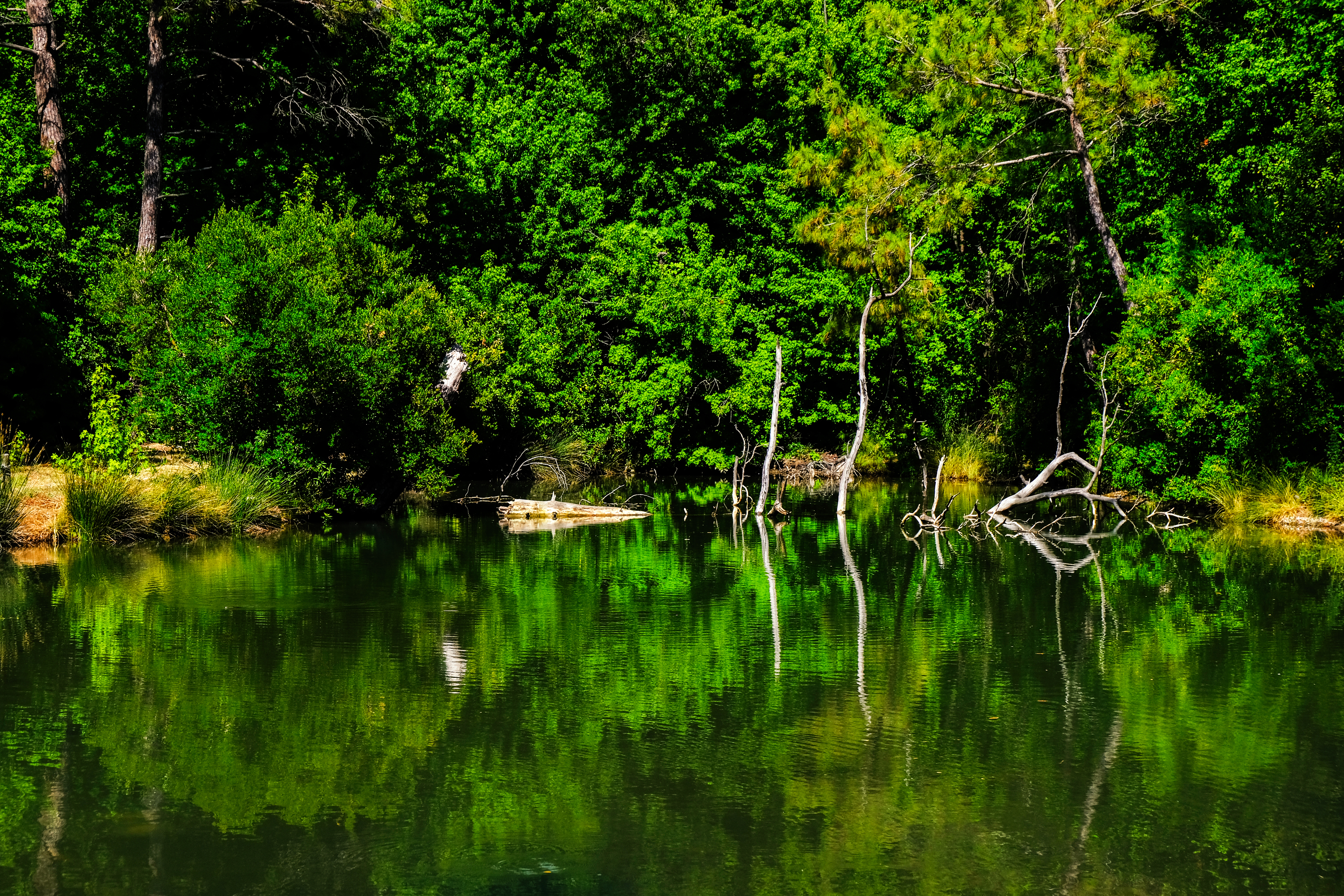

馬爾馬里斯國家公園是土耳其的國家公園，位於該國西南部穆拉省，覆蓋克伊傑伊茲和馬爾馬里斯港，成立於1996年3月8日，面積202平方公里。